# Khaoula Sassi
Pour les articles homonymes, voir Sassi.
Khaoula Sassi, née le 15 mars 1998, est une kayakiste tunisienne.

## Carrière
Aux championnats d'Afrique de course en ligne de canoë-kayak 2016, elle obtient deux médailles d'argent en catégorie junior, en K-1 200 mètres et en K-1 500 mètres.
Elle est médaillée d'or en K1 200 mètres, en K1 500 mètres et en K2 500 mètres avec Afef Ben Ismaïl aux Jeux africains de 2019,.
Elle participe aux Jeux olympiques d'été de 2020 à Tokyo.